# Enconista perspersaria
Enconista perspersaria là một loài bướm đêm trong họ Geometridae.